# Senegal en la Copa Mundial de Fútbol de 2022
La selección de Senegal fue uno de los treinta y dos equipos participantes en la Copa Mundial de Fútbol de 2022, torneo que se llevó a cabo del 20 de noviembre al 18 de diciembre en Catar.
Fue la tercera participación de Senegal, formó parte del Grupo A, junto a Catar, Países Bajos y Ecuador. Avanzó hasta los octavos de final donde cayó eliminado ante Inglaterra.

## Clasificación
La selección de Senegal inició su camino al mundial desde la segunda ronda de la clasificación africana. Debido a la pandemia de covid-19 en 2020 no se disputó ningún partido, se reanudó en septiembre de 2021 con los seis encuentros correspondientes a la segunda fase.

### Tabla de posiciones

#### Segunda ronda
| Selección | Pts. | PJ | PG | PE | PP | GF | GC | Dif |
| --------- | ---- | -- | -- | -- | -- | -- | -- | --- |
| Senegal   | 16   | 6  | 5  | 1  | 0  | 15 | 4  | 11  |
| Togo      | 8    | 6  | 2  | 2  | 2  | 5  | 6  | –1  |
| Namibia   | 5    | 6  | 1  | 2  | 3  | 5  | 10 | –5  |
| Congo     | 3    | 6  | 0  | 3  | 3  | 5  | 10 | –5  |

|  | Clasificado a la tercera ronda. |

### Partidos
| Fecha                   | Lugar         | Jornada                 | Local   | Resultado    | Visitante |
| ----------------------- | ------------- | ----------------------- | ------- | ------------ | --------- |
| 1 de septiembre de 2021 | Thiès         | Segunda ronda - Fecha 1 | Senegal | 2:0 (0:0)    | Togo      |
| 7 de septiembre de 2021 | Brazzaville   | Segunda ronda - Fecha 2 | Congo   | 1:3 (1:1)    | Senegal   |
| 9 de octubre de 2021    | Thiès         | Segunda ronda - Fecha 3 | Senegal | 4:1 (2:0)    | Namibia   |
| 12 de octubre de 2021   | Johannesburgo | Segunda ronda - Fecha 4 | Namibia | 1:3 (1:1)    | Senegal   |
| 11 de noviembre de 2021 | Lomé          | Segunda ronda - Fecha 5 | Togo    | 1:1 (1:0)    | Senegal   |
| 14 de noviembre de 2021 | Thiès         | Segunda ronda - Fecha 6 | Senegal | 2:0 (2:0)    | Congo     |
| 25 de marzo de 2022     | El Cairo      | Tercera ronda - Ida     | Egipto  | 1:0 (1:0)    | Senegal   |
| 29 de marzo de 2022     | Diamniadio    | Tercera ronda - Vuelta  | Senegal | 1:0 (3:1 p.) | Egipto    |

## Preparación

### Amistosos previos
| 24 de septiembre de 2022 | Bolivia | 0:2 (0:2) | Senegal                    | Stade de la Source, Orleans |                             |
| 19:00 (UTC+2)            |         | Reporte   | - Dia 4' - Mané 44' (pen.) | Árbitro(s): Bastien Dechepy | Árbitro(s): Bastien Dechepy |

| 27 de septiembre de 2022 | Irán                    | 1:1 (0:0) | Senegal    | Motion-Invest Arena, Maria Enzersdorf |                            |
| 16:00 (UTC+2)            | Pouraliganji 55' (a.g.) | Reporte   | Azmoun 64' | Árbitro(s): Harald Lechner            | Árbitro(s): Harald Lechner |

### Partidos oficiales
| 4 de junio de 2022 | Senegal                          | 3:1 (2:0) | Benín       | Estadio Abdoulaye Wade, Diamniadio |                        |
| 19:00 (UTC±0)      | Mané 12' (pen.), 22', 60' (pen.) | Reporte   | Olaitan 88' | Árbitro(s): Alaa Sabry             | Árbitro(s): Alaa Sabry |

| 7 de junio de 2022 | Ruanda | 0:1 (0:0) | Senegal           | Estadio Abdoulaye Wade, Diamniadio, Senegal |                                       |
| 21:00 (UTC+2)      |        | Reporte   | Mané 90+8' (pen.) | Árbitro(s): Jean Jacques Ndala Ngambo       | Árbitro(s): Jean Jacques Ndala Ngambo |

| 24 de julio de 2022 | Liberia | 0:3 (0:3) | Senegal                            | Complejo Deportivo Samuel Kanyon Doe, Monrovia |  |
|                     |         | Reporte   | Sambou 15' · Ndour 31' · Diouf 34' |                                                |  |

| 30 de julio de 2022 | Senegal   | 1:2 (1:0) | Liberia                        | Estadio Léopold Sédar Senghor, Dakar |  |
|                     | Ndour 35' | Reporte   | Kromah ?' · Andrews 88' (pen.) |                                      |  |

| 27 de agosto de 2022 | Senegal    | 1:0 (0:0) | Guinea | Estadio Abdoulaye Wade, Diamniadio |  |
|                      | Diagne 59' | Reporte   |        |                                    |  |

| 2 de septiembre de 2022 | Guinea   | 1:0 (1:0) (3:5 p.) | Senegal | Estadio del 26 de Marzo, Bamako, Malí |  |
|                         | Dramé 2' | Reporte            |         |                                       |  |

## Plantel

### Lista de convocados
Entrenador:  Aliou Cissé
La lista final fue anunciada el 11 de noviembre de 2022. El 17 de noviembre de 2022 se informó la salida de Sadio Mané por lesión, siendo reemplazado por Moussa N'Diaye.
| No. | Pos. | Jugador              | Fecha de nacimiento (edad)         | Apa. | Goles | Club                      |
| --- | ---- | -------------------- | ---------------------------------- | ---- | ----- | ------------------------- |
| 1   | POR  | Seny Dieng           | 23 de noviembre de 1994 (27 años)  | 3    | 0     | Queens Park Rangers F. C. |
| 2   | DEF  | Formose Mendy        | 2 de enero de 2001 (21 años)       | 1    | 0     | Amiens S. C.              |
| 3   | DEF  | Kalidou Koulibaly    | 20 de junio de 1991 (31 años)      | 63   | 0     | Chelsea F. C.             |
| 4   | DEF  | Pape Abou Cissé      | 14 de septiembre de 1995 (27 años) | 12   | 1     | Olympiakos F. C.          |
| 5   | MED  | Idrissa Gana Gueye   | 26 de septiembre de 1989 (33 años) | 95   | 7     | Everton F. C.             |
| 6   | MED  | Nampalys Mendy       | 23 de junio de 1992 (30 años)      | 18   | 0     | Leicester City F. C.      |
| 7   | DEL  | Nicolas Jackson      | 20 de junio de 2001 (21 años)      | 0    | 0     | Villarreal C. F.          |
| 8   | DEF  | Cheikhou Kouyaté     | 21 de diciembre de 1989 (32 años)  | 82   | 4     | Nottingham Forest F. C.   |
| 9   | DEL  | Boulaye Dia          | 16 de noviembre de 1996 (26 años)  | 18   | 3     | U. S. Salernitana 1919    |
| 10  | DEF  | Moussa N'Diaye       | 18 de junio de 2002 (20 años)      | 0    | 0     | R. S. C. Anderlecht       |
| 11  | MED  | Pathé Ciss           | 16 de marzo de 1994 (28 años)      | 1    | 0     | Rayo Vallecano de Madrid  |
| 12  | DEF  | Fodé Ballo-Touré     | 3 de enero de 1997 (25 años)       | 14   | 0     | A. C. Milan               |
| 13  | DEL  | Iliman Ndiaye        | 6 de marzo de 2000 (22 años)       | 1    | 0     | Sheffield United F. C.    |
| 14  | DEF  | Ismail Jakobs        | 17 de agosto de 1999 (23 años)     | 1    | 0     | A. S. Mónaco F. C.        |
| 15  | MED  | Krépin Diatta        | 25 de febrero de 1999 (23 años)    | 25   | 2     | A. S. Mónaco F. C.        |
| 16  | POR  | Édouard Mendy        | 1 de marzo de 1992 (30 años)       | 25   | 0     | Chelsea F. C.             |
| 17  | MED  | Pape Matar Sarr      | 14 de septiembre de 2002 (20 años) | 8    | 0     | Tottenham Hotspur F. C.   |
| 18  | DEL  | Ismaïla Sarr         | 25 de febrero de 1998 (24 años)    | 47   | 10    | Watford F. C.             |
| 19  | DEL  | Famara Diédhiou      | 15 de diciembre de 1992 (29 años)  | 24   | 10    | Alanyaspor K.             |
| 20  | DEL  | Bamba Dieng          | 23 de marzo de 2000 (22 años)      | 12   | 2     | Olympique de Marsella     |
| 21  | DEF  | Youssouf Sabaly      | 5 de marzo de 1993 (29 años)       | 24   | 0     | Real Betis Balompié       |
| 22  | DEF  | Abdou Diallo         | 4 de mayo de 1996 (26 años)        | 18   | 2     | R. B. Leipzig             |
| 23  | POR  | Alfred Gomis         | 5 de septiembre de 1993 (29 años)  | 14   | 0     | Stade Rennes F. C.        |
| 25  | MED  | Mamadou Loum N'Diaye | 30 de diciembre de 1996 (25 años)  | 3    | 0     | Reading F. C.             |
| 24  | DEF  | Moustapha Name       | 5 de mayo de 1995 (27 años)        | 6    | 0     | Pafos F. C.               |
| 26  | MED  | Pape Gueye           | 24 de enero de 1999 (23 años)      | 11   | 0     | Olympique de Marsella     |

## Participación
- Los horarios son correspondientes a la hora local de Catar (UTC+3).

### Partidos
| Fecha           | Lugar | Instancia        | Local      |                       | Resultado |                             | Visitante    |
| --------------- | ----- | ---------------- | ---------- | --------------------- | --------- | --------------------------- | ------------ |
| 21 de noviembre | Doha  | Fase de grupos   | Senegal    | Bandera de Senegal    | 0:2 (0:0) | Bandera de los Países Bajos | Países Bajos |
| 25 de noviembre | Doha  | Fase de grupos   | Catar      | Bandera de Catar      | 1:3 (0:1) | Bandera de Senegal          | Senegal      |
| 29 de noviembre | Rayán | Fase de grupos   | Ecuador    | Bandera de Ecuador    | 1:2 (0:1) | Bandera de Senegal          | Senegal      |
| 4 de diciembre  | Jor   | Octavos de final | Inglaterra | Bandera de Inglaterra | 3:0 (2:0) | Bandera de Senegal          | Senegal      |

### Fase de grupos - Grupo A
| Selección    | Pts | PJ | PG | PE | PP | GF | GC | Dif |
| ------------ | --- | -- | -- | -- | -- | -- | -- | --- |
| Países Bajos | 7   | 3  | 2  | 1  | 0  | 5  | 1  | +4  |
| Senegal      | 6   | 3  | 2  | 0  | 1  | 5  | 4  | +1  |
| Ecuador      | 4   | 3  | 1  | 1  | 1  | 4  | 3  | +1  |
| Catar        | 0   | 3  | 0  | 0  | 3  | 1  | 7  | –6  |

|  | Clasificados a los octavos de final. |

#### Senegal vs. Países Bajos
| 21 de noviembre | Senegal | 0:2 (0:0) | Países Bajos                 | Estadio Al Thumama, Doha                                                  |                                                                           |
| 19:00           |         | Reporte   | - Gakpo 84' - Klaassen 90+9' | Asistencia: 41 721 espectadores Árbitro(s): Wilton Sampaio VAR: Juan Soto | Asistencia: 41 721 espectadores Árbitro(s): Wilton Sampaio VAR: Juan Soto |

| 16         | Guardameta     | Édouard Mendy      |     |
| 21         | Defensa        | Youssouf Sabaly    |     |
| 3          | Defensa        | Kalidou Koulibaly  |     |
| 4          | Defensa        | Pape Abou Cissé    |     |
| 22         | Defensa        | Abdou Diallo       | 62' |
| 6          | Centrocampista | Nampalys Mendy     |     |
| 5          | Centrocampista | Idrissa Gana Gueye |     |
| 8          | Centrocampista | Cheikhou Kouyaté   | 73' |
| 15         | Delantero      | Krépin Diatta      | 74' |
| 9          | Delantero      | Boulaye Dia        | 69' |
| 18         | Delantero      | Ismaïla Sarr       |     |
| Entrenador | Entrenador     | Aliou Cissé        |     |

| 23         | Guardameta     | Andries Noppert  |       |
| 22         | Defensa        | Denzel Dumfries  |       |
| 3          | Defensa        | Matthijs de Ligt |       |
| 4          | Defensa        | Virgil van Dijk  |       |
| 5          | Defensa        | Nathan Aké       |       |
| 17         | Defensa        | Daley Blind      |       |
| 11         | Centrocampista | Steven Berghuis  | 79'   |
| 21         | Centrocampista | Frenkie de Jong  |       |
| 8          | Centrocampista | Cody Gakpo       | 90+4' |
| 18         | Delantero      | Vincent Janssen  | 62'   |
| 7          | Delantero      | Steven Bergwijn  | 79'   |
| Entrenador | Entrenador     | Louis van Gaal   |       |

| 14 | Defensa        | Ismail Jakobs   | 62' |
| 20 | Delantero      | Bamba Dieng     | 69' |
| 26 | Centrocampista | Pape Gueye      | 73' |
| 7  | Delantero      | Nicolas Jackson | 74' |

| 10 | Delantero      | Memphis Depay    | 62'   |
| 14 | Centrocampista | Davy Klaassen    | 79'   |
| 20 | Centrocampista | Teun Koopmeiners | 79'   |
| 15 | Centrocampista | Marten de Roon   | 90+4' |

| Anotado | 84'   | Cody Gakpo    | 0–1 |
| Anotado | 90+9' | Davy Klaassen | 0–2 |

| Amonestado | 90+4' | Nampalys Mendy     |
| Amonestado | 90+6' | Idrissa Gana Gueye |

| Amonestado | 56' | Matthijs de Ligt |

| Árbitro             | Wilton Sampaio      |
| Árbitros asistentes | Bruno Boschilia     |
| Árbitros asistentes | Bruno Pires         |
| Cuarto árbitro      | Andrés Matonte      |
| Quinto árbitro      | Nicolás Tarán       |
| VAR                 | Juan Soto           |
| Adicionales VAR     | Nicolás Gallo       |
| Adicionales VAR     | Diego Bonfá         |
| Adicionales VAR     | Mauro Vigliano      |
| Adicionales VAR     | Ezequiel Brailovsky |

| 16         | Guardameta     | Édouard Mendy      |     |
| 21         | Defensa        | Youssouf Sabaly    |     |
| 3          | Defensa        | Kalidou Koulibaly  |     |
| 4          | Defensa        | Pape Abou Cissé    |     |
| 22         | Defensa        | Abdou Diallo       | 62' |
| 6          | Centrocampista | Nampalys Mendy     |     |
| 5          | Centrocampista | Idrissa Gana Gueye |     |
| 8          | Centrocampista | Cheikhou Kouyaté   | 73' |
| 15         | Delantero      | Krépin Diatta      | 74' |
| 9          | Delantero      | Boulaye Dia        | 69' |
| 18         | Delantero      | Ismaïla Sarr       |     |
| Entrenador | Entrenador     | Aliou Cissé        |     |

| 23         | Guardameta     | Andries Noppert  |       |
| 22         | Defensa        | Denzel Dumfries  |       |
| 3          | Defensa        | Matthijs de Ligt |       |
| 4          | Defensa        | Virgil van Dijk  |       |
| 5          | Defensa        | Nathan Aké       |       |
| 17         | Defensa        | Daley Blind      |       |
| 11         | Centrocampista | Steven Berghuis  | 79'   |
| 21         | Centrocampista | Frenkie de Jong  |       |
| 8          | Centrocampista | Cody Gakpo       | 90+4' |
| 18         | Delantero      | Vincent Janssen  | 62'   |
| 7          | Delantero      | Steven Bergwijn  | 79'   |
| Entrenador | Entrenador     | Louis van Gaal   |       |

| 14 | Defensa        | Ismail Jakobs   | 62' |
| 20 | Delantero      | Bamba Dieng     | 69' |
| 26 | Centrocampista | Pape Gueye      | 73' |
| 7  | Delantero      | Nicolas Jackson | 74' |

| 10 | Delantero      | Memphis Depay    | 62'   |
| 14 | Centrocampista | Davy Klaassen    | 79'   |
| 20 | Centrocampista | Teun Koopmeiners | 79'   |
| 15 | Centrocampista | Marten de Roon   | 90+4' |

| Anotado | 84'   | Cody Gakpo    | 0–1 |
| Anotado | 90+9' | Davy Klaassen | 0–2 |

| Amonestado | 90+4' | Nampalys Mendy     |
| Amonestado | 90+6' | Idrissa Gana Gueye |

| Amonestado | 56' | Matthijs de Ligt |

| Árbitro             | Wilton Sampaio      |
| Árbitros asistentes | Bruno Boschilia     |
| Árbitros asistentes | Bruno Pires         |
| Cuarto árbitro      | Andrés Matonte      |
| Quinto árbitro      | Nicolás Tarán       |
| VAR                 | Juan Soto           |
| Adicionales VAR     | Nicolás Gallo       |
| Adicionales VAR     | Diego Bonfá         |
| Adicionales VAR     | Mauro Vigliano      |
| Adicionales VAR     | Ezequiel Brailovsky |

| \| Estadísticas \| \| \| \| Tiros \| 15 \| 10 \| \| Tiros a puerta \| 4 \| 3 \| \| Faltas \| 13 \| 13 \| \| Saques de esquina \| 6 \| 7 \| \| Penaltis \| 0 \| 0 \| \| Fueras de juego \| 2 \| 1 \| \| Posesión de balón \| 46% \| 54% \| | Alineación inicial |                             |
| Estadísticas | Bandera de Senegal | Bandera de los Países Bajos |
| Tiros | 15                 | 10                          |
| Tiros a puerta | 4                  | 3                           |
| Faltas | 13                 | 13                          |
| Saques de esquina | 6                  | 7                           |
| Penaltis | 0                  | 0                           |
| Fueras de juego | 2                  | 1                           |
| Posesión de balón | 46%                | 54%                         |

#### Catar vs. Senegal
| 25 de noviembre | Catar       | 1:3 (0:1) | Senegal                                 | Estadio Al Thumama, Doha                                                         |                                                                                  |
| 16:00           | Muntari 78' | Reporte   | - Dia 41' - Diédhiou 48' - B. Dieng 84' | Asistencia: 41 797 espectadores Árbitro(s): Mateu Lahoz VAR: Hernández Hernández | Asistencia: 41 797 espectadores Árbitro(s): Mateu Lahoz VAR: Hernández Hernández |

| 22         | Guardameta     | Meshaal Barsham   |     |
| 14         | Defensa        | Homam Ahmed       | 83' |
| 3          | Defensa        | Abdelkarim Hassan |     |
| 16         | Defensa        | Boualem Khoukhi   |     |
| 17         | Defensa        | Ismaeel Mohammad  |     |
| 2          | Defensa        | Ró-Ró             | 83' |
| 23         | Centrocampista | Assim Madibo      |     |
| 12         | Centrocampista | Karim Boudiaf     | 69' |
| 10         | Centrocampista | Hassan Al-Haidos  | 74' |
| 11         | Delantero      | Akram Afif        |     |
| 19         | Delantero      | Almoez Ali        |     |
| Entrenador | Entrenador     | Félix Sánchez Bas |     |

| 16         | Guardameta     | Édouard Mendy      |     |
| 21         | Defensa        | Youssouf Sabaly    |     |
| 3          | Defensa        | Kalidou Koulibaly  |     |
| 14         | Defensa        | Ismail Jakobs      | 77' |
| 22         | Defensa        | Abdou Diallo       |     |
| 6          | Centrocampista | Nampalys Mendy     | 78' |
| 5          | Centrocampista | Idrissa Gana Gueye |     |
| 15         | Centrocampista | Krépin Diatta      | 64' |
| 19         | Centrocampista | Famara Diédhiou    | 74' |
| 18         | Centrocampista | Ismaïla Sarr       | 74' |
| 9          | Delantero      | Boulaye Dia        |     |
| Entrenador | Entrenador     | Aliou Cissé        |     |

| 6 | Centrocampista | Abdulaziz Hatem  | 69' |
| 9 | Delantero      | Mohammed Muntari | 74' |
| 5 | Defensa        | Tarek Salman     | 83' |
| 4 | Defensa        | Mohammed Waad    | 83' |

| 11 | Centrocampista | Pathé Ciss      | 64' |
| 20 | Delantero      | Bamba Dieng     | 74' |
| 13 | Delantero      | Iliman Ndiaye   | 74' |
| 4  | Defensa        | Pape Abou Cissé | 77' |
| 17 | Centrocampista | Pape Matar Sarr | 78' |

| Anotado | 78' | Mohammed Muntari | 1–2 |

| Anotado | 41' | Boulaye Dia     | 0–1 |
| Anotado | 48' | Famara Diédhiou | 0–2 |
| Anotado | 84' | Bamba Dieng     | 1–3 |

| Amonestado | 20'   | Ismaeel Mohammad |
| Amonestado | 45+2' | Homam Ahmed      |
| Amonestado | 90+1' | Assim Madibo     |

| Amonestado | 30' | Boulaye Dia   |
| Amonestado | 52' | Ismail Jakobs |
| Amonestado | 87' | Pathé Ciss    |

| Árbitro             | Antonio Mateu Lahoz                |
| Árbitros asistentes | Pau Cebrián Devís                  |
| Árbitros asistentes | Roberto Díaz Pérez del Palomar     |
| Cuarto árbitro      | Kevin Ortega                       |
| Quinto árbitro      | Jesús Sánchez                      |
| VAR                 | Alejandro José Hernández Hernández |
| Adicionales VAR     | Ricardo de Burgos Bengoetxea       |
| Adicionales VAR     | Juan Pablo Belatti                 |
| Adicionales VAR     | Juan Martínez Munuera              |
| Adicionales VAR     | Bruno Boschilia                    |

| 22         | Guardameta     | Meshaal Barsham   |     |
| 14         | Defensa        | Homam Ahmed       | 83' |
| 3          | Defensa        | Abdelkarim Hassan |     |
| 16         | Defensa        | Boualem Khoukhi   |     |
| 17         | Defensa        | Ismaeel Mohammad  |     |
| 2          | Defensa        | Ró-Ró             | 83' |
| 23         | Centrocampista | Assim Madibo      |     |
| 12         | Centrocampista | Karim Boudiaf     | 69' |
| 10         | Centrocampista | Hassan Al-Haidos  | 74' |
| 11         | Delantero      | Akram Afif        |     |
| 19         | Delantero      | Almoez Ali        |     |
| Entrenador | Entrenador     | Félix Sánchez Bas |     |

| 16         | Guardameta     | Édouard Mendy      |     |
| 21         | Defensa        | Youssouf Sabaly    |     |
| 3          | Defensa        | Kalidou Koulibaly  |     |
| 14         | Defensa        | Ismail Jakobs      | 77' |
| 22         | Defensa        | Abdou Diallo       |     |
| 6          | Centrocampista | Nampalys Mendy     | 78' |
| 5          | Centrocampista | Idrissa Gana Gueye |     |
| 15         | Centrocampista | Krépin Diatta      | 64' |
| 19         | Centrocampista | Famara Diédhiou    | 74' |
| 18         | Centrocampista | Ismaïla Sarr       | 74' |
| 9          | Delantero      | Boulaye Dia        |     |
| Entrenador | Entrenador     | Aliou Cissé        |     |

| 6 | Centrocampista | Abdulaziz Hatem  | 69' |
| 9 | Delantero      | Mohammed Muntari | 74' |
| 5 | Defensa        | Tarek Salman     | 83' |
| 4 | Defensa        | Mohammed Waad    | 83' |

| 11 | Centrocampista | Pathé Ciss      | 64' |
| 20 | Delantero      | Bamba Dieng     | 74' |
| 13 | Delantero      | Iliman Ndiaye   | 74' |
| 4  | Defensa        | Pape Abou Cissé | 77' |
| 17 | Centrocampista | Pape Matar Sarr | 78' |

| Anotado | 78' | Mohammed Muntari | 1–2 |

| Anotado | 41' | Boulaye Dia     | 0–1 |
| Anotado | 48' | Famara Diédhiou | 0–2 |
| Anotado | 84' | Bamba Dieng     | 1–3 |

| Amonestado | 20'   | Ismaeel Mohammad |
| Amonestado | 45+2' | Homam Ahmed      |
| Amonestado | 90+1' | Assim Madibo     |

| Amonestado | 30' | Boulaye Dia   |
| Amonestado | 52' | Ismail Jakobs |
| Amonestado | 87' | Pathé Ciss    |

| Árbitro             | Antonio Mateu Lahoz                |
| Árbitros asistentes | Pau Cebrián Devís                  |
| Árbitros asistentes | Roberto Díaz Pérez del Palomar     |
| Cuarto árbitro      | Kevin Ortega                       |
| Quinto árbitro      | Jesús Sánchez                      |
| VAR                 | Alejandro José Hernández Hernández |
| Adicionales VAR     | Ricardo de Burgos Bengoetxea       |
| Adicionales VAR     | Juan Pablo Belatti                 |
| Adicionales VAR     | Juan Martínez Munuera              |
| Adicionales VAR     | Bruno Boschilia                    |

| \| Estadísticas \| \| \| \| Tiros \| 10 \| 13 \| \| Tiros a puerta \| 3 \| 5 \| \| Faltas \| 7 \| 12 \| \| Saques de esquina \| 6 \| 6 \| \| Penaltis \| 0 \| 0 \| \| Fueras de juego \| 4 \| 3 \| \| Posesión de balón \| 45% \| 55% \| | Alineación inicial |                    |
| Estadísticas | Bandera de Catar   | Bandera de Senegal |
| Tiros | 10                 | 13                 |
| Tiros a puerta | 3                  | 5                  |
| Faltas | 7                  | 12                 |
| Saques de esquina | 6                  | 6                  |
| Penaltis | 0                  | 0                  |
| Fueras de juego | 4                  | 3                  |
| Posesión de balón | 45%                | 55%                |

#### Ecuador vs. Senegal
| 29 de noviembre | Ecuador     | 1:2 (0:1) | Senegal                              | Estadio Internacional Khalifa, Rayán                                           |                                                                                |
| 18:00           | Caicedo 67' | Reporte   | - I. Sarr 44' (pen.) - Koulibaly 70' | Asistencia: 44 569 espectadores Árbitro(s): Clément Turpin VAR: Jérôme Brisard | Asistencia: 44 569 espectadores Árbitro(s): Clément Turpin VAR: Jérôme Brisard |

| 1          | Guardameta     | Hernán Galíndez  |     |
| 17         | Defensa        | Angelo Preciado  | 85' |
| 2          | Defensa        | Félix Torres     |     |
| 3          | Defensa        | Piero Hincapié   |     |
| 7          | Defensa        | Pervis Estupiñán |     |
| 23         | Centrocampista | Moisés Caicedo   |     |
| 8          | Centrocampista | Carlos Gruezo    | 46' |
| 21         | Centrocampista | Alan Franco      | 46' |
| 13         | Delantero      | Enner Valencia   |     |
| 11         | Delantero      | Michael Estrada  | 64' |
| 19         | Delantero      | Gonzalo Plata    |     |
| Entrenador | Entrenador     | Gustavo Alfaro   |     |

| 16         | Guardameta     | Édouard Mendy      |     |
| 21         | Defensa        | Youssouf Sabaly    |     |
| 3          | Defensa        | Kalidou Koulibaly  |     |
| 14         | Defensa        | Ismail Jakobs      |     |
| 22         | Defensa        | Abdou Diallo       |     |
| 11         | Centrocampista | Pathé Ciss         | 74' |
| 26         | Centrocampista | Pape Gueye         |     |
| 13         | Centrocampista | Iliman Ndiaye      | 75' |
| 5          | Centrocampista | Idrissa Gana Gueye |     |
| 18         | Centrocampista | Ismaïla Sarr       |     |
| 9          | Delantero      | Boulaye Dia        |     |
| Entrenador | Entrenador     | Aliou Cissé        |     |

| 16 | Centrocampista | Jeremy Sarmiento | 46' |
| 5  | Centrocampista | José Cifuentes   | 46' |
| 24 | Delantero      | Djorkaeff Reasco | 64' |
| 25 | Defensa        | Jackson Porozo   | 85' |

| 6  | Centrocampista | Nampalys Mendy  | 74'   |
| 20 | Delantero      | Bamba Dieng     | 75'   |
| 4  | Defensa        | Pape Abou Cissé | 90+5' |

| Anotado | 67' | Moisés Caicedo | 1–1 |

| Anotado · Penal | 44' | Ismaïla Sarr      | 0–1 |
| Anotado         | 70' | Kalidou Koulibaly | 1–2 |

| Amonestado | 66' | Idrissa Gana Gueye |

| Árbitro             | Clément Turpin        |
| Árbitros asistentes | Nicolas Danos         |
| Árbitros asistentes | Cyril Gringore        |
| Cuarto árbitro      | István Kovács         |
| Quinto árbitro      | Ovidiu Artene         |
| VAR                 | Jérôme Brisard        |
| Adicionales VAR     | Benoît Millot         |
| Adicionales VAR     | Ciro Carbone          |
| Adicionales VAR     | Drew Fischer          |
| Adicionales VAR     | Alessandro Giallatini |

| 1          | Guardameta     | Hernán Galíndez  |     |
| 17         | Defensa        | Angelo Preciado  | 85' |
| 2          | Defensa        | Félix Torres     |     |
| 3          | Defensa        | Piero Hincapié   |     |
| 7          | Defensa        | Pervis Estupiñán |     |
| 23         | Centrocampista | Moisés Caicedo   |     |
| 8          | Centrocampista | Carlos Gruezo    | 46' |
| 21         | Centrocampista | Alan Franco      | 46' |
| 13         | Delantero      | Enner Valencia   |     |
| 11         | Delantero      | Michael Estrada  | 64' |
| 19         | Delantero      | Gonzalo Plata    |     |
| Entrenador | Entrenador     | Gustavo Alfaro   |     |

| 16         | Guardameta     | Édouard Mendy      |     |
| 21         | Defensa        | Youssouf Sabaly    |     |
| 3          | Defensa        | Kalidou Koulibaly  |     |
| 14         | Defensa        | Ismail Jakobs      |     |
| 22         | Defensa        | Abdou Diallo       |     |
| 11         | Centrocampista | Pathé Ciss         | 74' |
| 26         | Centrocampista | Pape Gueye         |     |
| 13         | Centrocampista | Iliman Ndiaye      | 75' |
| 5          | Centrocampista | Idrissa Gana Gueye |     |
| 18         | Centrocampista | Ismaïla Sarr       |     |
| 9          | Delantero      | Boulaye Dia        |     |
| Entrenador | Entrenador     | Aliou Cissé        |     |

| 16 | Centrocampista | Jeremy Sarmiento | 46' |
| 5  | Centrocampista | José Cifuentes   | 46' |
| 24 | Delantero      | Djorkaeff Reasco | 64' |
| 25 | Defensa        | Jackson Porozo   | 85' |

| 6  | Centrocampista | Nampalys Mendy  | 74'   |
| 20 | Delantero      | Bamba Dieng     | 75'   |
| 4  | Defensa        | Pape Abou Cissé | 90+5' |

| Anotado | 67' | Moisés Caicedo | 1–1 |

| Anotado · Penal | 44' | Ismaïla Sarr      | 0–1 |
| Anotado         | 70' | Kalidou Koulibaly | 1–2 |

| Amonestado | 66' | Idrissa Gana Gueye |

| Árbitro             | Clément Turpin        |
| Árbitros asistentes | Nicolas Danos         |
| Árbitros asistentes | Cyril Gringore        |
| Cuarto árbitro      | István Kovács         |
| Quinto árbitro      | Ovidiu Artene         |
| VAR                 | Jérôme Brisard        |
| Adicionales VAR     | Benoît Millot         |
| Adicionales VAR     | Ciro Carbone          |
| Adicionales VAR     | Drew Fischer          |
| Adicionales VAR     | Alessandro Giallatini |

| \| Estadísticas \| \| \| \| Tiros \| 9 \| 14 \| \| Tiros a puerta \| 4 \| 3 \| \| Faltas \| 23 \| 11 \| \| Saques de esquina \| 3 \| 6 \| \| Penaltis \| 0 \| 1 \| \| Fueras de juego \| 0 \| 3 \| \| Posesión de balón \| 62% \| 38% \| | Alineación inicial |                    |
| Estadísticas | Bandera de Ecuador | Bandera de Senegal |
| Tiros | 9                  | 14                 |
| Tiros a puerta | 4                  | 3                  |
| Faltas | 23                 | 11                 |
| Saques de esquina | 3                  | 6                  |
| Penaltis | 0                  | 1                  |
| Fueras de juego | 0                  | 3                  |
| Posesión de balón | 62%                | 38%                |

### Octavos de final

#### Inglaterra vs. Senegal
| 4 de diciembre | Inglaterra                              | 3:0 (2:0) | Senegal | Estadio Al Bayt, Jor                                                      |                                                                           |
| 22:00          | - Henderson 38' - Kane 45+3' - Saka 57' | Reporte   |         | Asistencia: 65 985 espectadores Árbitro(s): Iván Barton VAR: Drew Fischer | Asistencia: 65 985 espectadores Árbitro(s): Iván Barton VAR: Drew Fischer |

| 1          | Guardameta     | Jordan Pickford  |     |
| 2          | Defensa        | Kyle Walker      |     |
| 5          | Defensa        | John Stones      | 77' |
| 6          | Defensa        | Harry Maguire    |     |
| 3          | Defensa        | Luke Shaw        |     |
| 8          | Centrocampista | Jordan Henderson | 82' |
| 4          | Centrocampista | Declan Rice      |     |
| 22         | Centrocampista | Jude Bellingham  | 76' |
| 17         | Delantero      | Bukayo Saka      | 65' |
| 9          | Delantero      | Harry Kane       |     |
| 20         | Delantero      | Phil Foden       | 65' |
| Entrenador | Entrenador     | Gareth Southgate |     |

| 16         | Guardameta     | Édouard Mendy     |     |
| 21         | Defensa        | Youssouf Sabaly   |     |
| 3          | Defensa        | Kalidou Koulibaly |     |
| 22         | Defensa        | Abdou Diallo      |     |
| 14         | Defensa        | Ismail Jakobs     | 84' |
| 11         | Centrocampista | Pathé Ciss        | 46' |
| 6          | Centrocampista | Nampalys Mendy    |     |
| 13         | Centrocampista | Iliman Ndiaye     | 46' |
| 15         | Centrocampista | Krépin Diatta     | 46' |
| 18         | Centrocampista | Ismaïla Sarr      |     |
| 9          | Delantero      | Boulaye Dia       | 72' |
| Entrenador | Entrenador     | Aliou Cissé       |     |

| 7  | Delantero      | Jack Grealish   | 65' |
| 11 | Delantero      | Marcus Rashford | 65' |
| 19 | Centrocampista | Mason Mount     | 76' |
| 15 | Defensa        | Eric Dier       | 77' |
| 14 | Centrocampista | Kalvin Phillips | 82' |

| 17 | Centrocampista | Pape Matar Sarr  | 46' |
| 26 | Centrocampista | Pape Gueye       | 46' |
| 20 | Delantero      | Bamba Dieng      | 46' |
| 19 | Delantero      | Famara Diédhiou  | 72' |
| 12 | Defensa        | Fodé Ballo-Touré | 84' |

| Anotado | 38'   | Jordan Henderson | 1–0 |
| Anotado | 45+3' | Harry Kane       | 2–0 |
| Anotado | 57'   | Bukayo Saka      | 3–0 |

| Amonestado | 76' | Kalidou Koulibaly |

| Árbitro             | Iván Barton           |
| Árbitros asistentes | David Morán           |
| Árbitros asistentes | Kathryn Nesbitt       |
| Cuarto árbitro      | Said Martínez         |
| Quinto árbitro      | Helpys Raymundo Feliz |
| VAR                 | Drew Fischer          |
| Adicionales VAR     | Armando Villarreal    |
| Adicionales VAR     | Ashley Beecham        |
| Adicionales VAR     | Nicolás Gallo         |
| Adicionales VAR     | Anton Shchetinin      |

| 1          | Guardameta     | Jordan Pickford  |     |
| 2          | Defensa        | Kyle Walker      |     |
| 5          | Defensa        | John Stones      | 77' |
| 6          | Defensa        | Harry Maguire    |     |
| 3          | Defensa        | Luke Shaw        |     |
| 8          | Centrocampista | Jordan Henderson | 82' |
| 4          | Centrocampista | Declan Rice      |     |
| 22         | Centrocampista | Jude Bellingham  | 76' |
| 17         | Delantero      | Bukayo Saka      | 65' |
| 9          | Delantero      | Harry Kane       |     |
| 20         | Delantero      | Phil Foden       | 65' |
| Entrenador | Entrenador     | Gareth Southgate |     |

| 16         | Guardameta     | Édouard Mendy     |     |
| 21         | Defensa        | Youssouf Sabaly   |     |
| 3          | Defensa        | Kalidou Koulibaly |     |
| 22         | Defensa        | Abdou Diallo      |     |
| 14         | Defensa        | Ismail Jakobs     | 84' |
| 11         | Centrocampista | Pathé Ciss        | 46' |
| 6          | Centrocampista | Nampalys Mendy    |     |
| 13         | Centrocampista | Iliman Ndiaye     | 46' |
| 15         | Centrocampista | Krépin Diatta     | 46' |
| 18         | Centrocampista | Ismaïla Sarr      |     |
| 9          | Delantero      | Boulaye Dia       | 72' |
| Entrenador | Entrenador     | Aliou Cissé       |     |

| 7  | Delantero      | Jack Grealish   | 65' |
| 11 | Delantero      | Marcus Rashford | 65' |
| 19 | Centrocampista | Mason Mount     | 76' |
| 15 | Defensa        | Eric Dier       | 77' |
| 14 | Centrocampista | Kalvin Phillips | 82' |

| 17 | Centrocampista | Pape Matar Sarr  | 46' |
| 26 | Centrocampista | Pape Gueye       | 46' |
| 20 | Delantero      | Bamba Dieng      | 46' |
| 19 | Delantero      | Famara Diédhiou  | 72' |
| 12 | Defensa        | Fodé Ballo-Touré | 84' |

| Anotado | 38'   | Jordan Henderson | 1–0 |
| Anotado | 45+3' | Harry Kane       | 2–0 |
| Anotado | 57'   | Bukayo Saka      | 3–0 |

| Amonestado | 76' | Kalidou Koulibaly |

| Árbitro             | Iván Barton           |
| Árbitros asistentes | David Morán           |
| Árbitros asistentes | Kathryn Nesbitt       |
| Cuarto árbitro      | Said Martínez         |
| Quinto árbitro      | Helpys Raymundo Feliz |
| VAR                 | Drew Fischer          |
| Adicionales VAR     | Armando Villarreal    |
| Adicionales VAR     | Ashley Beecham        |
| Adicionales VAR     | Nicolás Gallo         |
| Adicionales VAR     | Anton Shchetinin      |

| \| Estadísticas \| \| \| \| Tiros \| 8 \| 10 \| \| Tiros a puerta \| 4 \| 1 \| \| Faltas \| 16 \| 12 \| \| Saques de esquina \| 3 \| 3 \| \| Penaltis \| 0 \| 0 \| \| Fueras de juego \| 0 \| 0 \| \| Posesión de balón \| 62% \| 38% \| | Alineación inicial    |                    |
| Estadísticas | Bandera de Inglaterra | Bandera de Senegal |
| Tiros | 8                     | 10                 |
| Tiros a puerta | 4                     | 1                  |
| Faltas | 16                    | 12                 |
| Saques de esquina | 3                     | 3                  |
| Penaltis | 0                     | 0                  |
| Fueras de juego | 0                     | 0                  |
| Posesión de balón | 62%                   | 38%                |

## Estadísticas

### Participación de jugadores
| N.° | Pos        | Jugador       | PJ | Minutos jugados | Goles recibidos | Atajos | Tarjetas amarillas | Doble tarjeta amarilla y roja | Tarjetas rojas |
| --- | ---------- | ------------- | -- | --------------- | --------------- | ------ | ------------------ | ----------------------------- | -------------- |
| 1   | Guardameta | Seny Dieng    | 0  | 0               | 0               | 0      | 0                  | 0                             | 0              |
| 16  | Guardameta | Édouard Mendy | 4  | 360             | 7               | 8      | 0                  | 0                             | 0              |
| 23  | Guardameta | Alfred Gomis  | 0  | 0               | 0               | 0      | 0                  | 0                             | 0              |

| N.° | Pos            | Jugador              | PJ | Minutos jugados | Goles | Asistencias | Tarjetas Amarillas | Doble tarjeta amarilla y roja | Tarjetas rojas |
| --- | -------------- | -------------------- | -- | --------------- | ----- | ----------- | ------------------ | ----------------------------- | -------------- |
| 2   | Defensa        | Formose Mendy        | 0  | 0               | 0     | 0           | 0                  | 0                             | 0              |
| 3   | Defensa        | Kalidou Koulibaly    | 4  | 360             | 1     | 0           | 1                  | 0                             | 0              |
| 4   | Defensa        | Pape Abou Cissé      | 3  | 103             | 0     | 0           | 0                  | 0                             | 0              |
| 5   | Centrocampista | Idrissa Gana Gueye   | 3  | 270             | 0     | 0           | 2                  | 0                             | 0              |
| 6   | Centrocampista | Nampalys Mendy       | 4  | 273             | 0     | 0           | 1                  | 0                             | 0              |
| 7   | Delantero      | Nicolas Jackson      | 1  | 17              | 0     | 0           | 0                  | 0                             | 0              |
| 8   | Defensa        | Cheikhou Kouyaté     | 1  | 73              | 0     | 0           | 0                  | 0                             | 0              |
| 9   | Delantero      | Boulaye Dia          | 4  | 321             | 1     | 0           | 1                  | 0                             | 0              |
| 10  | Defensa        | Moussa N'Diaye       | 0  | 0               | 0     | 0           | 0                  | 0                             | 0              |
| 11  | Centrocampista | Pathé Ciss           | 3  | 146             | 0     | 0           | 1                  | 0                             | 0              |
| 12  | Defensa        | Fodé Ballo-Touré     | 1  | 6               | 0     | 0           | 0                  | 0                             | 0              |
| 13  | Delantero      | Iliman Ndiaye        | 3  | 137             | 0     | 1           | 0                  | 0                             | 0              |
| 14  | Defensa        | Ismail Jakobs        | 4  | 279             | 0     | 1           | 1                  | 0                             | 0              |
| 15  | Centrocampista | Krépin Diatta        | 3  | 183             | 0     | 0           | 0                  | 0                             | 0              |
| 17  | Centrocampista | Pape Matar Sarr      | 2  | 57              | 0     | 0           | 0                  | 0                             | 0              |
| 18  | Delantero      | Ismaïla Sarr         | 4  | 344             | 1     | 0           | 0                  | 0                             | 0              |
| 19  | Delantero      | Famara Diédhiou      | 2  | 92              | 1     | 0           | 0                  | 0                             | 0              |
| 20  | Delantero      | Bamba Dieng          | 4  | 53              | 1     | 0           | 0                  | 0                             | 0              |
| 21  | Defensa        | Youssouf Sabaly      | 4  | 360             | 0     | 0           | 0                  | 0                             | 0              |
| 22  | Defensa        | Abdou Diallo         | 4  | 332             | 0     | 0           | 0                  | 0                             | 0              |
| 24  | Defensa        | Moustapha Name       | 0  | 0               | 0     | 0           | 0                  | 0                             | 0              |
| 25  | Centrocampista | Mamadou Loum N'Diaye | 0  | 0               | 0     | 0           | 0                  | 0                             | 0              |
| 26  | Centrocampista | Pape Gueye           | 3  | 151             | 0     | 0           | 0                  | 0                             | 0              |

### Goleadores
| N.°   | Jugador           | Anotado | PJ | Prom. | Jugada | Cabeza | TL | Penal |
| ----- | ----------------- | ------- | -- | ----- | ------ | ------ | -- | ----- |
| 1     | Famara Diédhiou   | 1       | 2  | 0.5   | 0      | 1      | 0  | 0     |
| 2     | Bamba Dieng       | 1       | 4  | 0.25  | 1      | 0      | 0  | 0     |
| 3     | Boulaye Dia       | 1       | 4  | 0.25  | 1      | 0      | 0  | 0     |
| 4     | Kalidou Koulibaly | 1       | 4  | 0.25  | 1      | 0      | 0  | 0     |
| 5     | Ismaïla Sarr      | 1       | 4  | 0.25  | 0      | 0      | 0  | 1     |
| Total | Total             | 5       | 4  | 1.25  | 3      | 1      | 0  | 1     |

### Asistencias
| N.°   | Jugador       | Asistencia | Jugada | Cabeza | TL | SdE |
| ----- | ------------- | ---------- | ------ | ------ | -- | --- |
| 1     | Ismail Jakobs | 1          | 0      | 0      | 0  | 1   |
| 2     | Iliman Ndiaye | 1          | 1      | 0      | 0  | 0   |
| Total | Total         | 2          | 1      | 0      | 0  | 1   |

### Tarjetas disciplinarias
| N.°   | Jugador            | Amonestado | Otorgado · Expulsado | Expulsado | Sanción                       |
| ----- | ------------------ | ---------- | -------------------- | --------- | ----------------------------- |
| 1     | Idrissa Gana Gueye | 2          | 0                    | 0         | Un partido (Octavos de final) |
| 2     | Nampalys Mendy     | 1          | 0                    | 0         |                               |
| 3     | Boulaye Dia        | 1          | 0                    | 0         |                               |
| 4     | Ismail Jakobs      | 1          | 0                    | 0         |                               |
| 5     | Pathé Ciss         | 1          | 0                    | 0         |                               |
| 6     | Kalidou Koulibaly  | 1          | 0                    | 0         |                               |
| Total | Total              | 6          | 0                    | 0         |                               |